# Erythroxylum australe
Erythroxylum australe là một loài thực vật có hoa trong họ Erythroxylaceae. Loài này được F.Muell. mô tả khoa học đầu tiên năm 1859.

## Hình ảnh

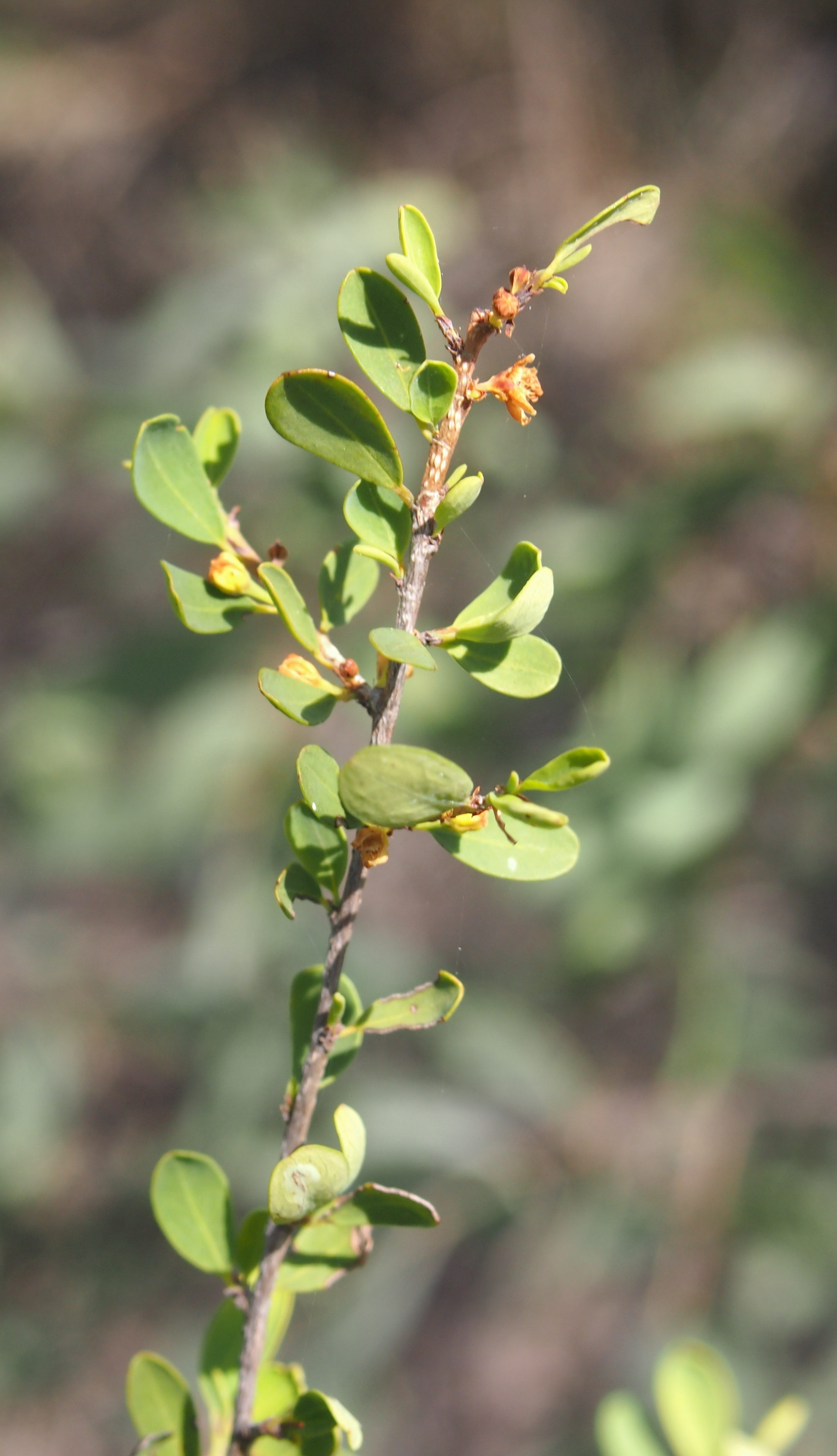
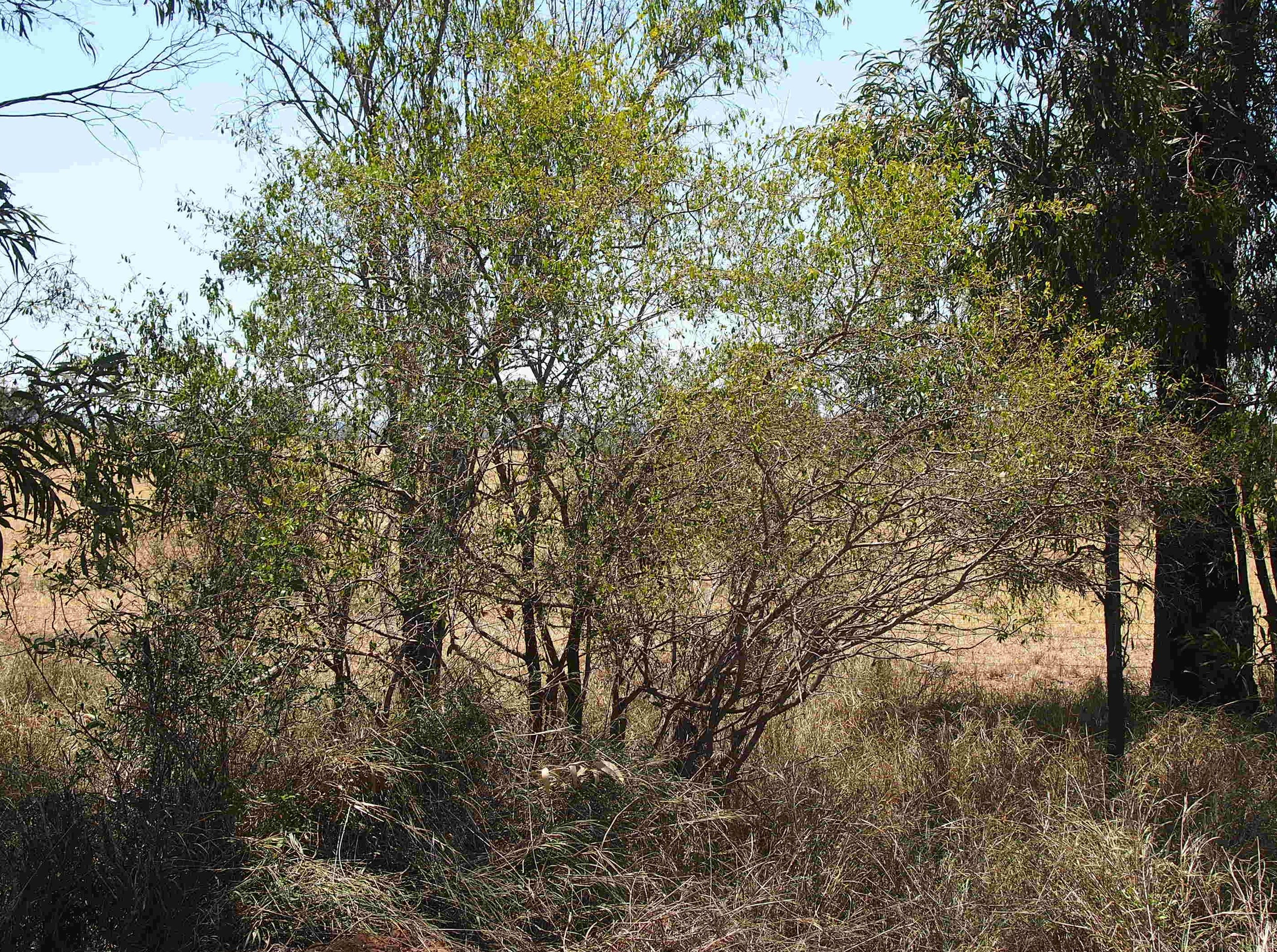